# Waithood

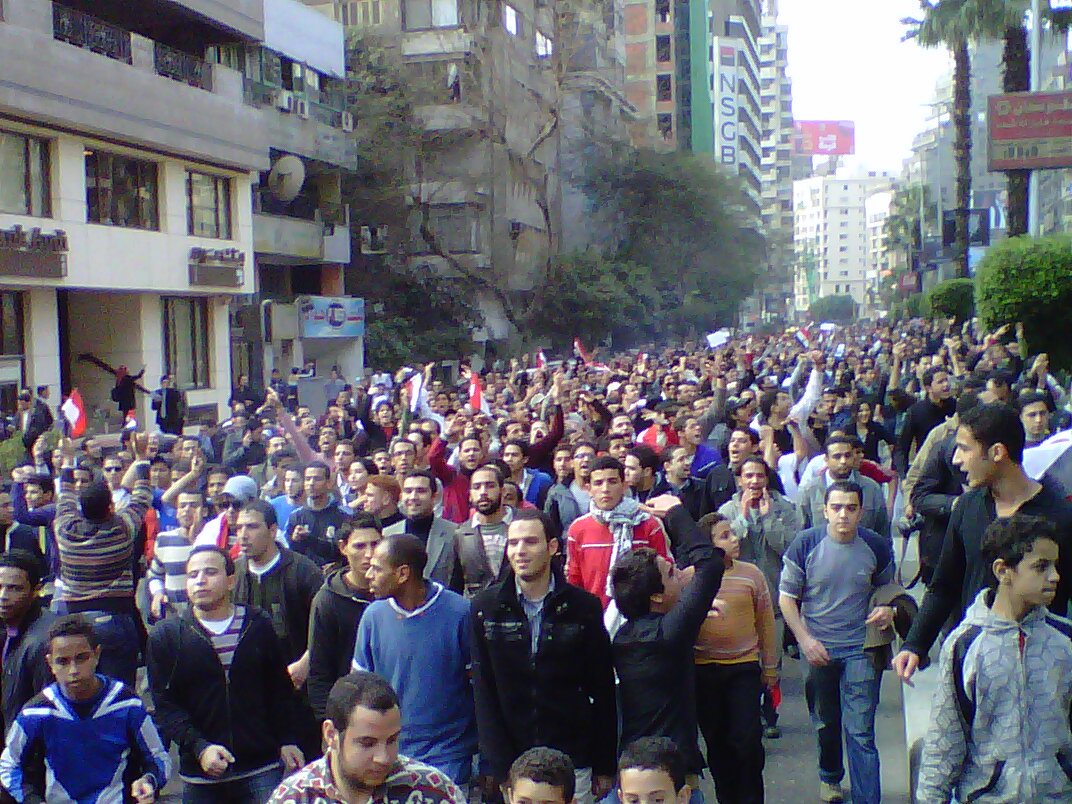
"روز شورش" در ۲۵ ژانویه ۲۰۱۱ در قاهره

Waithood (تکواژ چندوجهی ساخته‌شده از واژه Wait "انتظار" و adulthood" بزرگسالی") دوره‌ای از در جازدن در زندگی فارغ التحصیلان دانشگاهی بیکار جوان در کشورها یا مناطق مختلف صنعتی و در حال توسعه، عمدتاً در خاورمیانه، شمال آفریقا (MENA) و هند است. علت آن هم این است که تخصص آنها هنوز به‌طور گسترده کاربردی یا مورد نیاز نیست.  «Waithood » به عنوان «نوعی نوجوانی طولانی مدت» و «زمان گیج‌کننده‌ای که در آن بخش زیادی از جوانان بهترین سال‌های خود را در انتظار سپری می‌کنند» توصیف می‌شود. این مرحله‌ای است که مشکلات جوانان منجر به یک وضعیت ناتوان‌کننده درماندگی و عدم استقلال می‌شود. یکی از مفسران استدلال می‌کند که Waithood را می‌توان با بررسی نتایج و پیوندهایش در: آموزش، اشتغال، مسکن، اعتبار و ازدواج درک کرد.
این نئولوژی در سال ۲۰۰۷ توسط دانشمند علوم سیاسی دایان سینگرمن ابداع شد.